# San Martín (Meta)
San Martín é um município da Colômbia, localizado no departamento de Meta.